# Noah Sonko Sundberg
Jonatan Noah Kemeseng Sonko Sundberg (6 de junho de 1996) é um futebolista profissional sueco que atua como defensor, atualmente defende o Aris FC. Seus pais são de imigrantes de Gâmbia.

## Carreira
Noah Sonko Sundberg fará parte do elenco da Seleção Sueca de Futebol nas Olimpíadas de 2016.